# دوالوکا

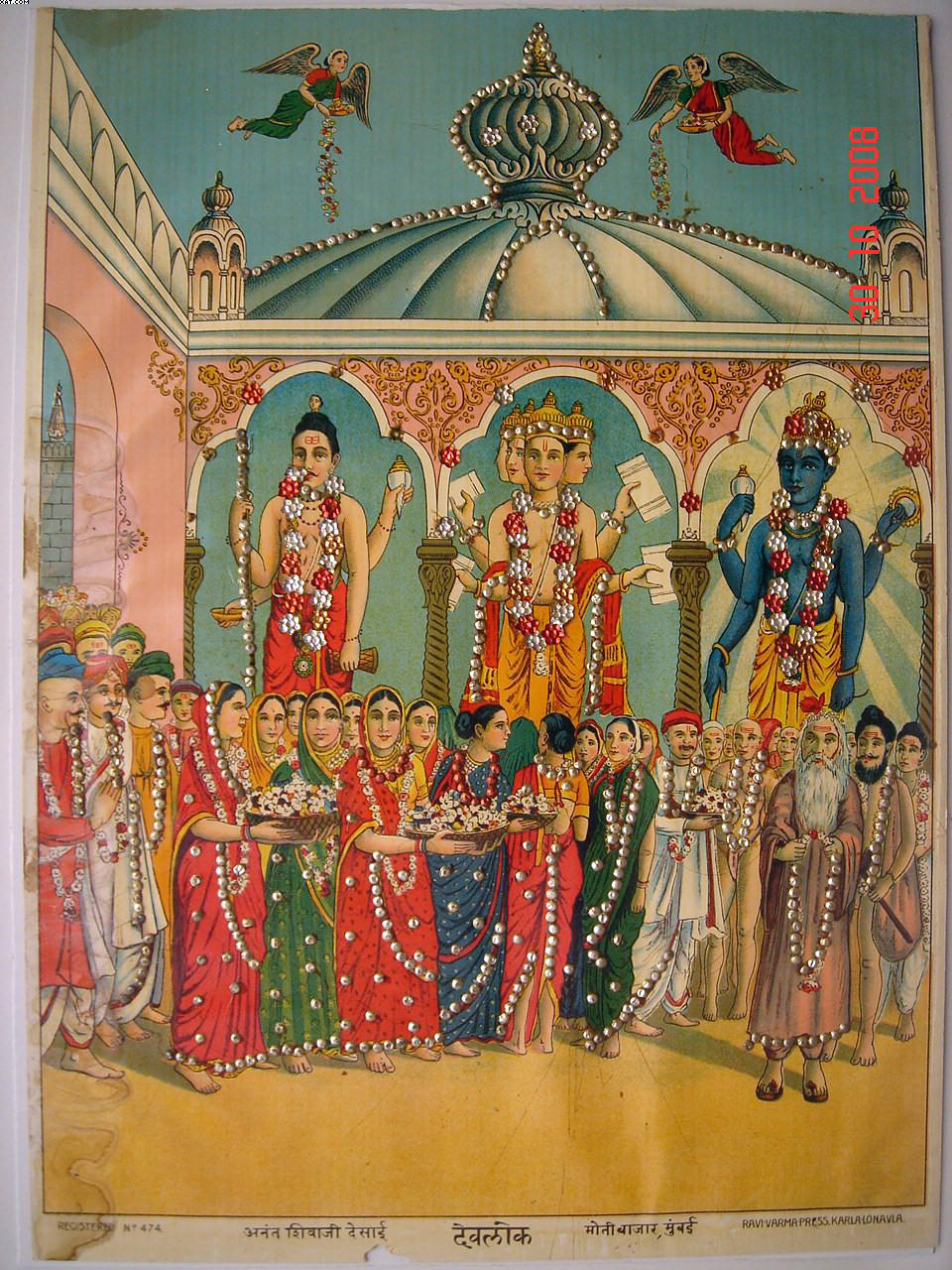
نمایی از یک‌نوع دوالوکا، چاپ انتشارات راوی وارما - ۱۹۱۰ (براهما در مرکز است. درضمن پولک‌هایی که تصویر را زینت می‌دهند، مُهره‌های برجسته و اصلی هستند.)

دوالوکا (انگلیسی: Devaloka) در دین‌های هندی، صفحه‌ای از هستی است که در آن خدایان (الوهیت) و دواها وجود دارند. دیوا لوکاها معمولاً به عنوان مکان‌هایی از نور و خیر ابدی، مشابه مفهوم بهشت توصیف می‌شوند.